# Stupnice (zařízení)

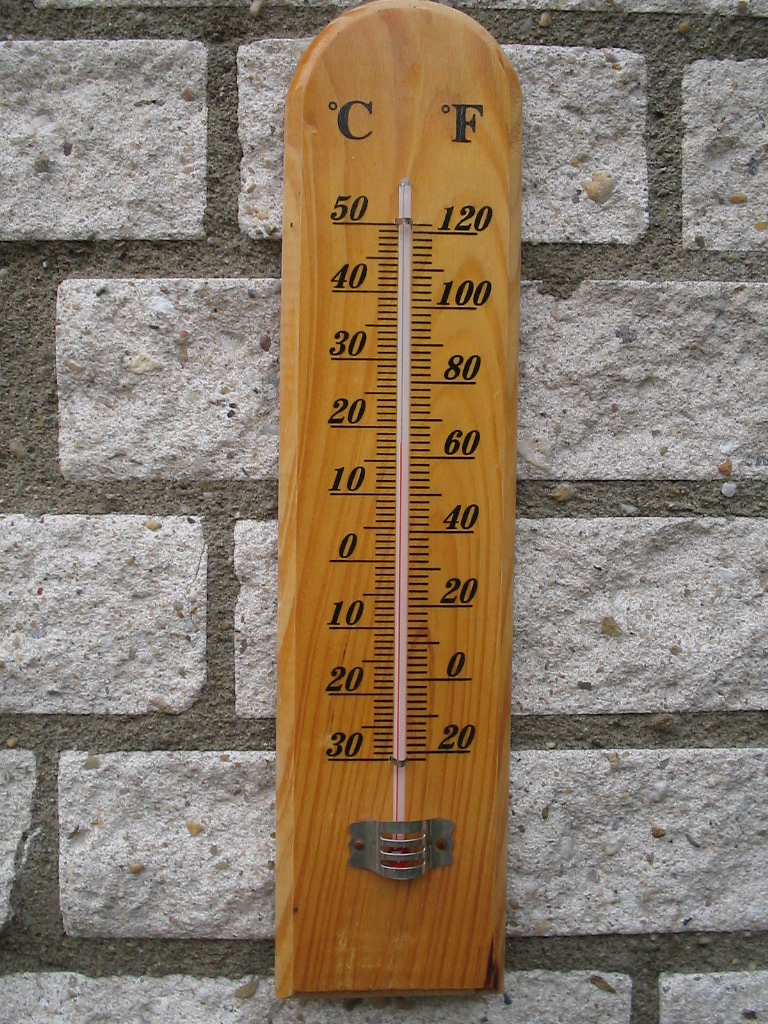
Teploměr s dvojí stupnicí

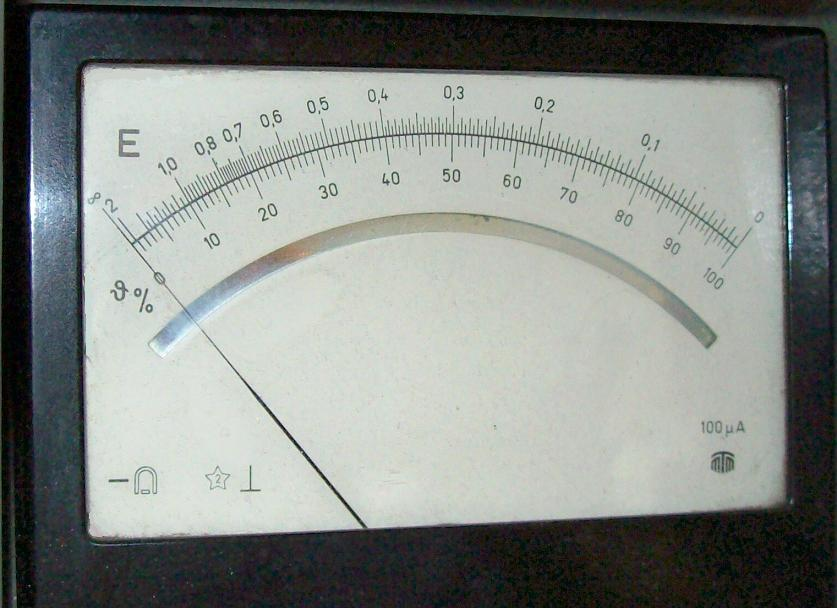
Měřicí přístroj s dvojí zrcadlovou stupnicí

Stupnice nebo škála je součást měřicího přístroje (s analogovou indikací), určená k odečítání měřených hodnot, nejčastěji číselných; u zařízení s digitální indikací ji nahrazuje okénko s čísly. Podobné stupnice slouží i k nastavování zvolených hodnot. V přeneseném smyslu znamená škála či stupnice uspořádanou množinu variant hodnot, možností atd.

## Popis
Stupnici tvoří dílky nebo rysky, každá desátá (pátá atd.) bývá označena hodnotou. Stupnice může být uspořádána do přímky (například lihový teploměr), anebo do kruhového segmentu, kdy k odečítání obvykle slouží ručka (voltmetr, tachometr). Přístroje s více rozsahy mívají také několik stupnic. Podle měřicí metody může být stupnice uspořádána lineárně, kvadraticky, logaritmicky apod. podle toho zda je výchylka ručky z nulové polohy přímo úměrná naměřené hodnotě, její druhé mocnině, logaritmu atd. Pokud se pozorovatel nedívá na stupnici kolmo k její rovině, může přesnost odečítání snižovat paralaxa, proto se stupnice přesnějších ručkových přístrojů opatřují zrcátkem.
Na stupnici ručkových elektrických měřicích přístrojů bývá kromě názvu měřené veličiny ještě údaj o třídě přesnosti a piktogram, označující měřicí systém.
Kvalitní stupnice byly zpravidla kovové a ryté, případně leptané do kovu nebo skla, v masové výrobě se rysky stupnic razí, případně i tisknou.
Zvláštním případem kruhové stupnice s 12 resp. 60 dílky je ciferník hodin.

## Nastavení hodnot

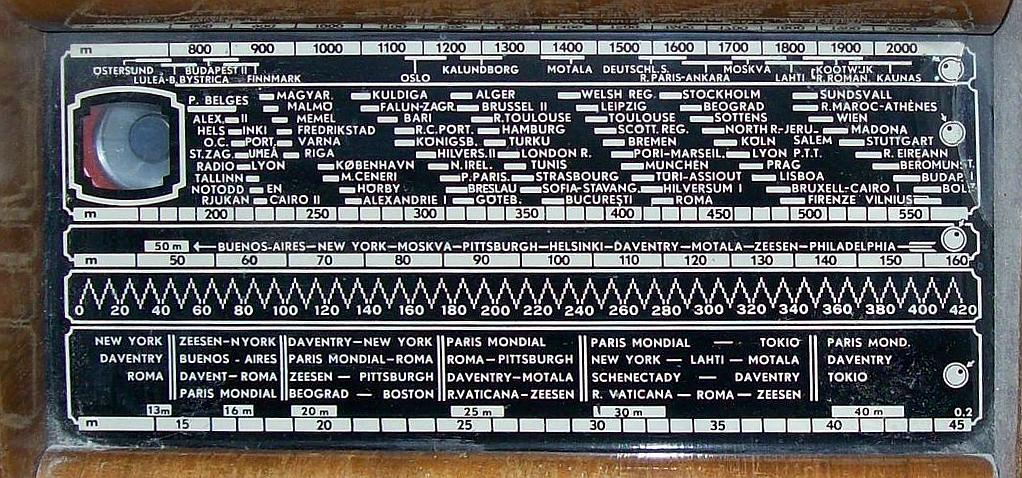
Stupnice rozhlasového přijímače vyrobeného roku 1938 nebo krátce poté s údaji vlnové délky v metrech a jmény měst, v jejichž okolí jsou umístěny jednotlivé rozhlasové stanice, shora pro rozsahy dlouhých (800-2000 m), středních (200-550 m) a dvěma podrozsahy (50-160 m a 15-45 m) krátkých vln, vlevo nahoře magické oko pro přesné vyladění

Stupnice může sloužit i k nastavení žádoucí hodnoty, například u metronomu nebo termostatu. Stupnice rozhlasových přijímačů slouží k výběru vysílače. U klasických přijímačů měla několik rozsahů, kde byly uvedeny vlnové délky nebo kmitočty, často i s názvy významných vysílačů, aby si uživatelé nemuseli číselné hodnoty pamatovat.